# Морал, единство, чест
„Морал, единство, чест“ (съкратено МЕЧ) е политическа партия в България.

## История
Партията е учредена през октомври 2023г. от бившия министър на младежта и спорта Радостин Василев в зала 3 на Националния дворец на културата (НДК).
Участва в парламентарните избори в България (2024) и изборите за Европейския парламент в България (2024).

## Позиции
Спрямо руско-украинската война партията призовава за незабавно спиране на военната помощ за Украйна и приемане на политика на пълен неутралитет.

## Резултати
На изборите за български парламент на 9 юни 2024г. МЕЧ взима 63 992 гласа (2,98 процента).
За Европейски парламент партията взима 51 076 гласа (2,54 процента).
На изборите на 27 октомври 2024г. партия МЕЧ влиза във парламента със 111 946 гласа (4,59 процента) и получава 12 места в Народното събрание.
След гласуване в парламента на 21 март 2025г. с подкрепата на партиите ГЕРБ, ДПС-НН, АПС и БСП беше одобрено разпадането на партията поради липсата на двама депутати, които да заемат 2 от 11-те места в парламента, въпреки че според партията те "сa били готови да положат клетва", По този начин в МЕЧ избухна общо недоволство, с призование за постоянни мобилизации срещу правителството, а тъй както и срещу Наталия Киселова, заради одобряването на постановлението.